# Vito Positano
Vito Positano, conosciuto anche come Vittorio, (Noicattaro, 1º ottobre 1833 – Yokohama, 26 novembre 1886), è stato un diplomatico italiano, eroe dell'indipendenza bulgara per l'aiuto fornito nel salvare Sofia dalla distruzione durante la guerra Russo-Turca.

## Biografia
Nacque da Francesco di Giuseppe e Maria Erminia Franchini, come risulta dall'atto n.164 del registro delle nascite dell'anno 1833 del comune di Noja; così allora si chiamava l'attuale Noicattaro, nella Provincia di Bari del Regno delle due Sicilie, quando ancora mancavano 27 anni all'Unità d'Italia.
Cresciuto in una famiglia della locale nobiltà mercantile, spirito avventuroso e vivace, figlio e nipote di liberali iscritti durante il Risorgimento alla Carboneria, nelle liste delle locale vendita carbonara denominata “La Costanza”. Mentre gli altri fratelli si occupano col padre e dopo di lui dell'attività imprenditoriale, Vito Positano dopo gli studi si arruola col grado di Capitano nel corpo dei Genieri-Pompieri della Provincia.
Nell'agosto 1860 si arruola volontario e presta servizio militare in Basilicata sino al marzo 1861, con i gradi prima di tenente poi di capitano. Secondo alcune fonti partecipa quale graduato dell'esercito borbonico alle operazioni militari contro il Brigantaggio. C'è però molto che ci sfugge in tutto questo; in quei mesi era in corso la spedizione dei Mille, Garibaldi e i suoi volontari attraversarono lo stretto di Messina il 19 agosto, il 5 settembre Garibaldi era ad Auletta, a pochi km dalla Basilicata, dove ricevette una delegazione di patrioti lucani, erano i fautori dell'insurrezione della Basilicata che il 18 agosto si era già autoproclamata libera.
Nell'agosto 1860, per ragioni di ordine geografico e tattico in Basilicata conversero le forze antiborboniche delle locali elites borghesi (Giacinto Albini, Giacomo Racioppi, Pietro Lacava, Davide Mennuni), delle avanguardie spedite da Garibaldi per preparare il terreno (Nicola Mignogna) e degli emissari inviati da Cavour (colonnello Camillo Boldoni) per bilanciare i meriti politici dell'impresa garibaldina. L'unione di queste forze determinò l'insurrezione lucana con la presa di Potenza e la proclamazione del governo provvisorio. Analoghe insurrezioni si verificarono in altre città della Puglia, Ostuni, Altamura (dove il 30 agosto fu proclamato il governo provvisorio della Provincia di Bari) e poi anche Bari, dove il 9 settembre fu proclamato il "Governo provvisorio del Barese sedente in Bari".
Sappiamo che in queste circostanze determinante era stato l'intervento prima delle colonne armate del colonnello cavuriano Boldoni e poi di Liborio Romano, sappiamo che le truppe di Boldoni entrarono con Garibaldi trionfalmente a Napoli il 7 settembre e combatterono sul Volturno il 2 ottobre. Poi, dopo l'arrivo dell'esercito piemontese, Garibaldi se ne tornò a Caprera e il 26 novembre il suo Esercito Meridionale fu sciolto. Chi volle continuò a combattere con i piemontesi, moltissimi soldati e graduati dell'esercito napoletano passarono nelle file dell'esercito liberatore. Il 14 febbraio 1861 si concluse l'assedio di Gaeta e i sovrani napoletani partirono per l'esilio, il 20 marzo si arrese Civitella del Tronto, ultimo baluardo dell'ex Regno di Napoli. Il 17 marzo a Torino c'era già stata la proclamazione del nuovo Regno d'Italia.
Non sappiamo se, come sostenuto da alcune fonti bulgare, Vito Positano ha combattuto con Garibaldi. Sappiamo però che era un ufficiale delle forze armate che in quei mesi si affrontarono nel mezzogiorno continentale italiano, sappiamo che subito dopo la proclamazione dell'Unità d'Italia si congedò considerando concluso il suo compito e che pochi anni dopo assunse posizioni di rilievo dell'Amministrazione del nuovo Regno italiano
Dopo l'Unità d'Italia accede alla carriera diplomatica, viene inviato a Trieste, Corfù, Malta, Algeri, Istanbul e poi Sofia, nella Bulgaria all'epoca sottomessa all'Impero ottomano, dove prestò servizio dal 5 luglio 1876 al 21 agosto 1878.
Nel dicembre 1877, durante la guerra Russo-Turca, mentre l'esercito russo sta per raggiungere Sofia, i turchi vedendosi costretti alla ritirata minacciano incendi ed eccidi e, per avere campo libero, invitano i diplomatici presenti ad abbandonare la città.
Vito Positano, decano del corpo consolare, non solo rifiuta di abbandonare Sofia, ma si prodiga per salvarla. Sostenuto dal console francese e da quello austro-ungarico convoca tutti i rappresentanti diplomatici e, unitamente alle personalità più rappresentative della città, si oppone con una energica nota diplomatica alla mostruosità dei crimini temuti. Minaccia il pascià turco di ritorsioni internazionali, mettendo durante uno storico incontro con lui, a repentaglio non solo la sua carriera diplomatica ma la sua stessa incolumità fisica, assieme a quella dei suoi familiari.

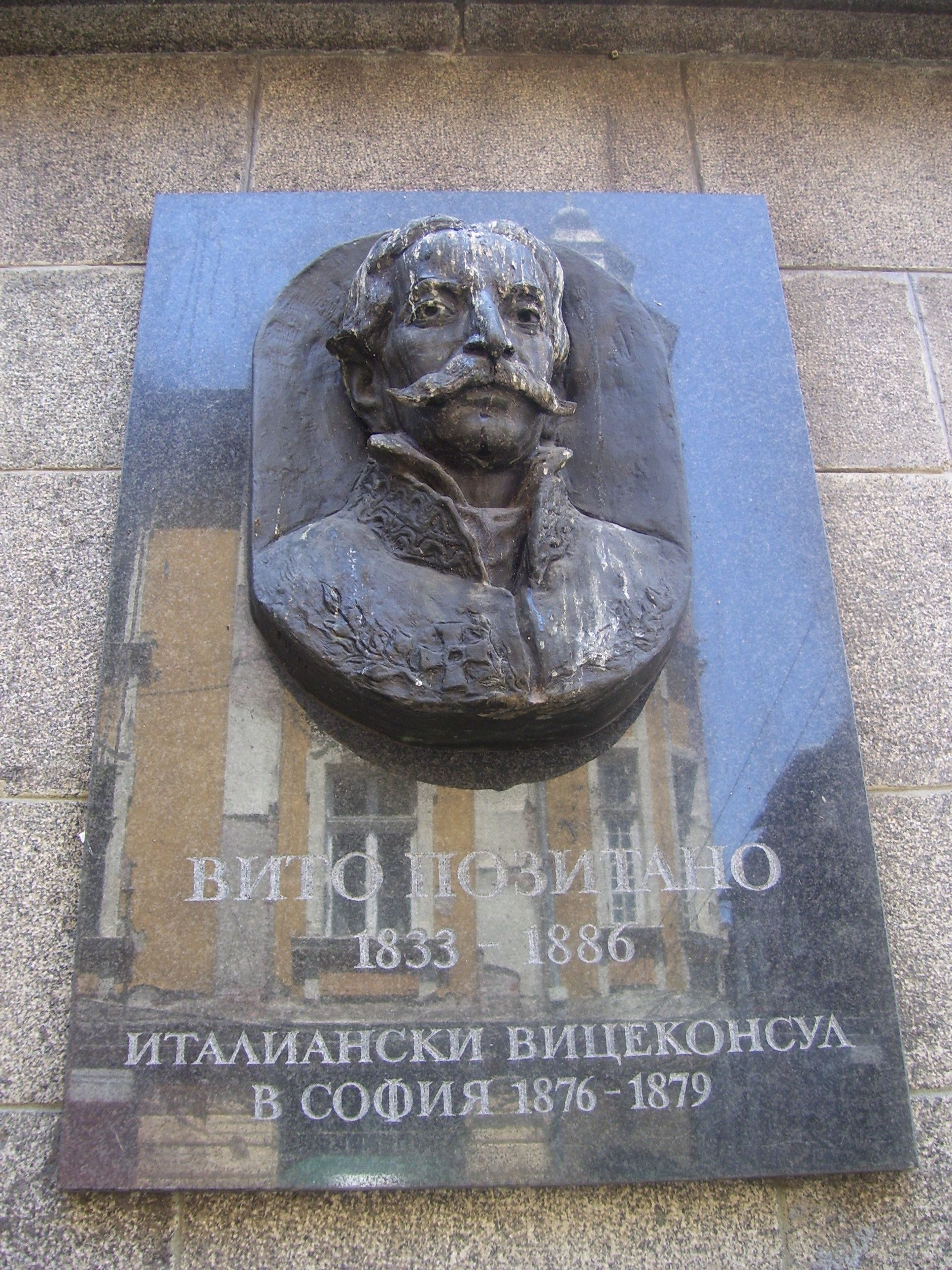
Targa commemorativa in via Positano a Sofia, in Bulgaria

Poi, con l'esperienza giovanile vissuta nel corpo dei genieri-pompieri, si impegna a dirigere gli interventi necessari a circoscrivere i roghi che si levano minacciosi nella città, in preda al panico e allo sbando più rovinoso. Guida e sostiene i volontari bulgari che vigilano sulla città evitando roghi e i saccheggi delle truppe sbandate dell'esercito turco in ritirata.. Contribuisce attivamente a salvare Sofia, ad agevolare il primo passo verso la sua indipendenza.
Sofia fu salva e dopo l'arrivo dell'esercito russo i cittadini si recarono in massa sotto il balcone del console Positano, esultando per dimostragli la loro gratitudine.
II 26 maggio 1878 il Consiglio Comunale di Sofia, in segno di riconoscenza per il coraggio mostrato, decreta di intitolargli una piazza (oggi Ulitza Vito Positano) e di concedergli il titolo di cittadino onorario della città.
Nel 1879 Vito Positano è destinato console a Damasco. Di qui inviato nel 1882 a Yokohama, in Giappone, dove muore il 26 novembre 1886.

## Onorificenze
Per il suo contributo alla causa della Bulgaria libera ed indipendente Positano ebbe la decorazione di ufficiale dell'Ordine di Sant'Anna di Russia, consegnatagli dal principe Dondukov a nome dello Zar. Ricevette inoltre encomi dal re d'Italia e dallo stesso sultano ottomano che gli conferì l'Ordine del Mecid.
Il primo consiglio Municipale della città libera di Sofia nel 1879 gli conferì, lui presente, la cittadinanza onoraria con la seguente motivazione:
"Se non fosse stato per il suo diretto intervento, ora di Sofia non resterebbe alcun segno, migliaia di cittadini sarebbero periti in quel rigido inverno".
A Sofia gli fu dedicata la piazza dove aveva abitato, e anche oggi, nonostante sia diventata una strada, porta ancora il suo nome.
Il suo paese natale, Noicattaro, gli ha dedicato la via del vecchio municipio.
Il 1º gennaio 2007 la Bulgaria è entrata a far parte dell'Unione Europea e, per l'occasione, il Ministero degli Affari Esteri bulgaro ha organizzato a Sofia un'esposizione di alcune opere artistiche prestate dalle ambasciate delle nazioni europee.
L'ambasciata d'Italia ha partecipato con il ritratto visualizzato in alto in questa pagina, del quale in Italia si erano perse le tracce; il catalogo delle opere esposte è stato pubblicato sul Web, il testo e l'immagine sono finiti nel motore di ricerca di Google, e così, dopo 130 anni, il personalissimo sguardo sghembo di Vito Positano è tornato a noi sbucando fuori dal passato.
La famiglia Positano conserva le decorazioni, alcuni oggetti e foto originali del console presso l'archivio di palazzo Positano, comprese le foto della sua tomba in Giappone all'epoca della sepoltura.
La memoria del coraggioso intervento di Vito Positano è tuttora viva nel popolo bulgaro.
Il Presidente della Repubblica di Bulgaria, durante la visita di Stato in Italia del Febbraio 2009, lo ha ricordato nel brindisi ufficiale della cena offerta in suo onore al Quirinale.